# Elisabeth Björnsdotter Rahm
Eva Marie Elisabeth Björnsdotter Rahm, tidigare gift Broberg, född Sandberg 20 oktober 1964 i Lycksele, är en svensk politiker (moderat), som var ordinarie riksdagsledamot 2010–2014 och ånyo sedan 2018, invald för Västerbottens läns valkrets.
Björnsdotter Rahm är sedan valet 2018 ledamot av socialförsäkringsutskottet och riksdagens valberedning, samt suppleant i arbetsmarknadsutskottet. Under sin första mandatperiod i riksdagen var hon suppleant i utrikesutskottet och näringsutskottet, samt ledamot av Nordiska rådets svenska delegation.